# Ville Heise
Pour les articles homonymes, voir Heise.
Vilhelmine (Ville ) Heise, née Hage (1838-1912) était une philanthrope danoise, épouse du compositeur Peter Heise. Elle reste connue pour avoir établi à ses frai- des sanatoriums à Rydebäck dans le sud de la Suède et à Snekkersten près d'Helsingør au Danemark. Ceux-ci servaient à soigner les enfants souffrant de tuberculose. À Snekkersten, elle a également créé un foyer pour les veuves d'officiers nécessiteuses.

## Biographie
Vilhelmine (Ville) Heise est née le 8 février 1838 à Kiel. Elle est la fille de Frederikke Vilhelmine Faber (1810-1891) et du marchand et homme politique danois Anton Alfred Hage (1803-1872).
Son père est, avec son beau-frère (et associé) Hans Puggaard, un des hommes les plus prospères au Danemark à l'époque. Il habite le palais Harsdorff sur Kongens Nytorv au cœur de Copenhague, et la maison est un  un des principaux lieux de rencontre de l'élite artistique et politique de l'âge d'or danois. Avec sa vivacité et son charme, Ville attire tous les regards lors des nombreuses fêtes et bals organisés par ses parents. Plusieurs portraits de Ville, notamment par Wilhelm Marstrand, témoignent de sa grande beauté.
Le compositeur Peter Heise épouse Ville le 17 août 1859. Le couple aménage alors à Sorø où Heise enseigne à l'Académie et où les parents de Ville leur offrent une belle demeure décorée d’œuvres d'art multiples et de fresques. En 1866, le couple retourne à Copenhague où Heise peut se consacrer entièrement à la composition, grâce à la fortune de son épouse. Heise décède en 1879 sans laisser d'enfants.
En 1880, Ville Heise acquiert alors le manoir Rydebäck et son domaine près de Helsingborg en Suède. Elle aménage une partie du manoir en sanatorium pour enfants guéris de la tuberculose ainsi que pour femmes âgées dans le besoin. Dans les années 1890, elle acquiert en outre des terres à Snekkersten, près de Helsingør et y fait construire trois institutions, sur les dessins de l'architecte Hans J. Holm: Damehjemmet pour femmes célibataires, Familielyst pour les enfants orphelins et Officersenkehjemmet pour les veuves d'officiers militaires. Elle s'investit personnellement entièrement dans le travail de ces institutions.
À côté de ses activités philanthropiques, elle est aussi fervente mécène de musiciens et artistes. Tant dans ses activités de bienfaisance que de mécénat, elle est très proche de son frère Johannes Hage qui crée également des œuvres caritatives multiples, ainsi qu'établit le musée de Nivaagaard.
Malgré sa grande discrétion sur ses œuvres philanthropiques, Ville Heise reçoit en 1905 la Médaille d'or du Mérite.